# Mușata (okręg Vaslui)
Mușata – wieś w Rumunii, w okręgu Vaslui, w gminie Berezeni. W 2011 roku liczyła 472 mieszkańców.